# Парменац
Парменац је насеље у Србији у општини Чачак у Моравичком округу. Према попису из 2022. било је 587 становника.
Овде се налазе Запис Радованова трешња (Парменац), Запис Петронијевића трешња (Парменац), Запис Петровића орах (Парменац), Запис Савића орах (Парменац), Запис орах на утрини (Парменац), Запис липа (Парменац) и Запис Полуга Михаила јабука (Парменац).

## Демографија
У насељу Парменац живи 196 пунолетних становника, а просечна старост становништва износи 42,5 година (41,1 код мушкараца и 43,8 код жена). У насељу има 84 домаћинства, а просечан број чланова по домаћинству је 2,86.
Ово насеље је у потпуности насељено Србима (према попису из 2002. године).
|  |

| Демографија | Демографија | Демографија |
| Година      | Становника  | Становника  |
| ----------- | ----------- | ----------- |
| 1948.       | 131         |             |
| 1953.       | 137         |             |
| 1961.       | 175         |             |
| 1971.       | 204         |             |
| 1981.       | 239         |             |
| 1991.       | 223         | 209         |
| 2002.       | 240         | 249         |
| 2011.       | 744         |             |

| Етнички састав према попису из 2002.‍ | Етнички састав према попису из 2002.‍ | Етнички састав према попису из 2002.‍ | Етнички састав према попису из 2002.‍ | Етнички састав према попису из 2002.‍ |
| ------------------------------------ | ------------------------------------ | ------------------------------------ | ------------------------------------ | ------------------------------------ |
|                                      |                                      |                                      |                                      |                                      |
| Срби                                 | Срби                                 |                                      | 240                                  | 100,0%                               |
| непознато                            | непознато                            |                                      | 0                                    | 0,0%                                 |

| Година пописа     | 1948. | 1953. | 1961. | 1971. | 1981. | 1991. | 2002. |
| ----------------- | ----- | ----- | ----- | ----- | ----- | ----- | ----- |
| Број домаћинстава | 24    | 28    | 49    | 61    | 78    | 76    | 84    |

| Број чланова      | 1  | 2  | 3  | 4  | 5 | 6 | 7 | 8 | 9 | 10 и више | Просек |
| ----------------- | -- | -- | -- | -- | - | - | - | - | - | --------- | ------ |
| Број домаћинстава | 23 | 18 | 11 | 23 | 4 | 3 | 1 | 0 | 0 | 1         | 2,86   |

| Пол    | Укупно | Неожењен/Неудата | Ожењен/Удата | Удовац/Удовица | Разведен/Разведена | Непознато |
| ------ | ------ | ---------------- | ------------ | -------------- | ------------------ | --------- |
| Мушки  | 99     | 29               | 59           | 6              | 5                  | 0         |
| Женски | 105    | 19               | 58           | 22             | 6                  | 0         |
| УКУПНО | 204    | 48               | 117          | 28             | 11                 | 0         |

| Пол    | Укупно                    | Пољопривреда, лов и шумарство | Рибарство                            | Вађење руде и камена | Прерађивачка индустрија       |
| ------ | ------------------------- | ----------------------------- | ------------------------------------ | -------------------- | ----------------------------- |
| Мушки  | 49                        | 8                             | 0                                    | 0                    | 22                            |
| Женски | 40                        | 6                             | 0                                    | 0                    | 5                             |
| УКУПНО | 89                        | 14                            | 0                                    | 0                    | 27                            |
| Пол    | Производња и снабдевање   | Грађевинарство                | Трговина                             | Хотели и ресторани   | Саобраћај, складиштење и везе |
| Мушки  | 1                         | 1                             | 10                                   | 4                    | 1                             |
| Женски | 0                         | 0                             | 10                                   | 3                    | 2                             |
| УКУПНО | 1                         | 1                             | 20                                   | 7                    | 3                             |
| Пол    | Финансијско посредовање   | Некретнине                    | Државна управа и одбрана             | Образовање           | Здравствени и социјални рад   |
| Мушки  | 0                         | 0                             | 1                                    | 0                    | 0                             |
| Женски | 0                         | 1                             | 5                                    | 2                    | 3                             |
| УКУПНО | 0                         | 1                             | 6                                    | 2                    | 3                             |
| Пол    | Остале услужне активности | Приватна домаћинства          | Екстериторијалне организације и тела | Непознато            | Непознато                     |
| Мушки  | 1                         | 0                             | 0                                    | 0                    | 0                             |
| Женски | 0                         | 1                             | 0                                    | 2                    | 2                             |
| УКУПНО | 1                         | 1                             | 0                                    | 2                    | 2                             |

## Занимљивости
У Парменцу је одрастао српски математичар Милутин Достанић.